# Ludwik Kubik
Ludwik Kubik (ur. 4 marca 1915 w Gnojnicy, zm. 23 kwietnia 2008 w Krakowie) – prawnik, żołnierz AK ps. Lucjan – dowódca placówki AK Sędziszów II, dowódca kompanii w Akcji „Burza”, jeden z kierowników WiN, więzień polityczny w latach 1947–1957 skazany w procesie pokazowym. Jeden z twórców Związku Żołnierzy Armii Krajowej oraz Zrzeszenia Społeczno-Kombatanckiego Zrzeszenie „Wolność i Niezawisłość"”, redaktor Zeszytów Historycznych „WiN"”.

## Życiorys
Był bardzo aktywnym uczestnikiem konspiracji antykomunistycznej, m.in. adiutantem Łukasza Cieplińskiego, szefem łączności Okręgu WiN w Krakowie, kierownikiem Wydziału Organizacyjnego Zarządu Obszaru Południowego a następnie IV Zarządu Głównego WiN.
Po wyjściu z więzienia był wieloletnim pracownikiem Tygodnika Powszechnego i wydawnictwa Znak.
Został pochowany 30 kwietnia 2008 na Cmentarzu wojskowym przy ul. Prandoty w Krakowie.

## Ordery i odznaczenia
- Krzyż Komandorski Orderu Odrodzenia Polski
- Krzyż Walecznych
- Krzyż Zasługi z Mieczami
- Medal Wojska Polskiego
- Złoty Medal „Za Zasługi dla Obronności Kraju”
- Krzyż Armii Krajowej
- Medal „Pro Ecclessia et Pontifice” przez Papieża Jana Pawła II
- Krzyż WiN